# Rolf Tewes
Rolf Tewes (* 24. September 1935 in Lünen) ist ein deutscher Kommunalpolitiker und ehemaliger ehrenamtlicher Landrat (SPD).

## Leben und Beruf
Nach dem Schulbesuch mit dem Abschluss des Fachabiturs und einer handwerklichen Berufsausbildung studierte er in den Jahren 1955 bis 1961 Innenarchitektur und Architektur an der Fachhochschule Dortmund und den Technischen Hochschulen Aachen und der Hochschule für Bildende Künste München. Nach dem Studium war er als angestellter Architekt beschäftigt, bevor er sich im Jahr 1966 selbstständig machte. Er ist verheiratet und hat drei Kinder.
Mitglied des Kreistages  Unna war Tewes in den Jahren 1975 bis 1988. Vom 18. Februar 1988 bis zum 30. September 1999 war Tewes als Nachfolger von Friedrich Böckmann der letzte ehrenamtliche Landrat des Kreises. Von 1969 bis 1974 gehörte er dem Gemeinderat Altlünen an. Als Landrat vertrat er den Kreis Unna in verschiedenen Gremien des Landkreistags Nordrhein-Westfalen.